# Las Peñuelas
Las Peñuelas es una localidad y pedanía española perteneciente al municipio de Picón, en la provincia de Ciudad Real.

## Demografía
Según el Instituto Nacional de Estadística de España, en el año 2018 Las Peñuelas contaba con 7 habitantes censados, lo que representa el 1,07% de la población total del municipio. 